# Recurva conjuncta
Recurva conjuncta és una espècie de platihelmint dugèsid que habita l'aigua dolça de l'illa de Cefalònia, Grècia.
El nom específic, que deriva de l'adjectiu llatí coniunctus (connectat), fa referència a la connexió genital-intestinal que es dona en aquesta espècie.

## Morfologia

### Morfologia externa
Els individus de R. conjuncta són allargats i prims. Presenten un cap arrodonit amb dos ulls.

### Morfologia interna
Els testicles estan posicionats dorsalment i es distribueixen al llarg de tota la llargària del cos.